# Levoncourt (Meuse)
Levoncourt é uma comuna francesa na região administrativa de Grande Leste, no departamento de Meuse. Estende-se por uma área de 7,8 km². Em 2010 a comuna tinha 58 habitantes (densidade: 7,4 hab./km²).